# Jaronín
Jaronín je vesnice, část obce Brloh v okrese Český Krumlov. Nachází se asi 3 km na sever od Brlohu. Je zde evidováno 56 adres.
Jaronín je také název katastrálního území o rozloze 17,75 km². V katastrálním území Jaronín leží i Brloh a Sedm Chalup.

## Historie
První písemná zmínka o vesnici pochází z roku 1692. V letech 1930 až 1960 byl Jaronín samostatnou obcí.

## Pamětihodnosti
- Usedlost čp. 24
- Rekreační objekt Schwarzenberská myslivna čp. 37
- Kaple Narození Panny Marie
- Přírodní rezervace Chrášťanský vrch, chránící květnaté bučiny a suťové lesy
- Přírodní rezervace Jaronínská bučina